# (6933) Azumayasan
(6933) Azumayasan (1994 YW) – planetoida z grupy pasa głównego asteroid okrążająca Słońce w ciągu 4,44 lat w średniej odległości 2,7 j.a. Odkryta 28 grudnia 1994 roku.